# باعث الجحيم: وحي (فلم)
باعث الجحيم: وحي (بالإنجليزية: Hellraiser: Revelations) هو فيلم رعب تم إنتاجه في الولايات المتحدة وصدر سنة 2011 بطولة ستيفن براند وستيفان سميث كولينز وهو الجزء التاسع من سلسلة أفلام "باعث الجحيم "وأول فيلم لا يكون من بطولة دوغ برادلي.

## القصة
صديقان يجدان صندوق صغير في المكسيك ولايعلمان أنه سوف يسبب لها الكثير من المتاعب.

## الميزانية والإيرادات
كلف الفيلم قرابة 300,000 دولار.

## روابط خارجية
- مقالات تستعمل روابط فنية بلا صلة مع ويكي بيانات